# Розенкампф, Густав Андреевич
Барон (1817) Густав Андреевич Розенкампф (Густав Адольф фон Розенкампф; нем. Gustav Adolf von Rosenkampf; 1764—1832) — русский правовед, главный секретарь и первый рефендарий Комиссии составления законов.

## Биография
Представитель остзейского дворянства, Густав Розенкампф родился 6 января 1764 года в Лифляндии, в имении Керзель-Луденгоф (эст. Kaarepere‎), Дерптского уезда, принадлежавшем его отцу; потомок шведского офицера, возведенного королём Карлом XII в дворянское достоинство. Получив начальное домашнее образование, под надзором доктора философии Финдейзена, обучался в Лейпцигском университете (1782—1785).
После возвращения В Россию был причислен к коллегии иностранных дел в качестве чиновника при её архиве.
Масон, в 1785 году член петербургской ложи «Урании». Впоследствии член ложи «Полярная звезда».
В 1789 году уволился в отставку с чином 9 класса, после чего отправился на родину, в Лифляндию, где занялся сельским хозяйством. Вскоре Розенкампф был избран в ландтаге лифляндского дворянства заседателем в Дерптском округе и посвятил себя службе по дворянским выборам, занимаясь одновременно различными частными делами, как адвокат. Отличаясь знаниями юридическими и добросовестным исполнением служебных своих обязанностей, Розенкампф был вскоре избран дворянством в окружные судьи (Kreisrichter), а в 1791 году — и на важную должность ландрихтера округов Дерпта и Верро.
В 1797 году женился на семнадцатилетней Марии Павловне (в девичестве Мария Франциска Вильгельмина Бларамберг); этот брак был бездетным.
Прибыв в 1802 году в Санкт-Петербург по своим домашним делам, Розенкампф возобновил знакомство с бывшим сотоварищем по университету О. П. Козодавлевым, тогда уже сенатором, и по его поручению написал записку: «Некоторые замечания на уголовные и гражданские законы в отношении России», которая была напечатана в издававшемся Карамзиным «Вестнике Европы» (январь, № 2, 1803); эта статья сделалась известной императору Александру I и Негласному комитету.
В 1803 году Розенкампф поступил на службу в Комиссию составления законов, составил проект преобразования этой комиссии и в 1804 году получил в ней место главного секретаря и первого референдария. Обладая обширными теоретическими сведениями, он весьма мало знал русский язык и русские законы и проводил всё время в изучении действующего права и его источников. Действия новой комиссии были поэтому столь же медленны и безуспешны, как и прежних комиссий, и сводились к переходу от одних предположений к другим. Со вступлением в состав комиссии Сперанского, в 1808 году, она была вновь преобразована; Розенкампф был назначен начальником гражданского её отделения.
В 1811 году он был произведён в действительные статские советники и назначен Председателем особого Комитета для устройства нерешенных дел по Финляндии.
11 мая 1812 года Розенкампф был назначен во вновь учрежденный при Комиссии составления законов особый Совет, состоявший из него, Тургенева и Я. А. Дружинина. В этот Совет поступали от начальников отделений все их проекты для внесения в Государственный Совет от князя П. В. Лопухина. Таким образом, Розенкампф стал одним из главных руководителей работ Комиссии составления законов.
В 1813 году Розенкампф был удостоен ордена св. Анны 1-й степени; в 1817 году, вместе со своим племянником, получил баронское достоинство великого княжества Финляндского. С 1817 года Розенкампф издавал так называемый «Журнал законодательства», который выходил до 1819 года. В 1820 году (17 июня) он получил орден св. Владимира 2-й степени.
13 апреля 1822 года последовало увольнение Розенкампфа из состава комиссии составления законов. При этом Розенкампфу никакой пенсии назначено не было, но он продолжал получать по-прежнему содержание, оставаясь членом комитета по финляндским делам, после закрытия которого в 1826 году, Розенкампф остался и без содержания, и без пенсии.
В комиссии составления законов Розенкампф работал над проектами гражданского и уголовного уложений, торгового устава, устава судопроизводства, устава о государственной службе, рекрутского устава; редактировал положения о крестьянах в остзейских провинциях. Под руководством Розенкампфа комиссия составления законов произвела сличение постановлений византийского права с их следами в российских законах; дело, впрочем, ограничилось перепечаткой и переводом соответственных мест из византийских источников. Занятия в комиссии ознакомили Розенкампфа с кормчими книгами, история которых и отношение к постановлениям светской власти были в то время весьма мало известны. На основании своих исследований он написал сочинение «Обозрение кормчей книги в историческом виде». Кроме того, в 3-й книге «Материалов для истории просвещения в России» П. Кёппена и затем отдельным оттиском было напечатано: «О кормчей книге. Введение к сочинению барона Г. А. Р.» (СПб., 1827).
Густав Андреевич Розенкампф умер 16 апреля 1832 года в нищете, так что не нашлось и 100 рублей на его похороны, и деньги, необходимые на погребение, были выданы из сумм Министерства народного просвещения. Желая похоронить мужа надлежащим образом, вдова его продала библиотеку покойного и лучшую мебель из дому, а сама перебралась в маленькую квартирку, в которой, по словам М. П. Погодина, и умерла «с голоду» Похоронен он был на кладбище Александро-Невской Лавры в Санкт-Петербурге.
Розенкампф был почётным членом Московского Университета, а также членом Общества истории и древностей Российских, Вольного экономического и минералогического обществ в Петербурге.

## Некоторые сочинения Розенкампфа
- Essay statistique sur la Russie (Лейпциг, 1785)
- De genuina inter fedum novum et antiquum differentia
- Некоторые замечания на уголовные и гражданские законы в отношении к России («Вестник Европы», 1803, VII)
- Труды комиссии составления законов (т. I: «История организации комиссии», СПб., 1804; 2-е изд., СПб., 1822; переведено на немецкий, французский, английский, польский и латинский языки)
- Уголовное право (т. I, СПб.)
- Рассуждение о тарифе (СПб., 1817)
- Критический журнал российского законодательства (1817—19)
- Institutionen des russischen Rechts etc. (ч. I, СПб., 1819; 2-я часть осталась в рукописи)
- О Кормчей книге : Введение к сочинению барона Г. А. Розенкампфа. Санктпетербург : В типографии Карла Крайя, 1827
- Объяснение некоторых мест в Несторовой летописи. Санкт-Петербург : тип. К. Крайя, 1827
- Обозрение кормчей книги в историческом виде (М., 1829; 2-е издание, СПб, 1839, исправное и более полное, было выпущено в количестве лишь 100 экземпляров)